# Mistress Isabelle Brooks
Mistress Isabelle Brooks, född 14 juli 1998, är en amerikansk dragqueen känd för att ha medverkat i den femtonde säsongen av tv-serien RuPaul's Drag Race och den tionde säsongen av RuPaul's Drag Race All Stars. Hon var den första dragartisten från Houston, Texas som medverkat i serien. Hon har även medverkat i den turnerande dragshowen Werq the World. Hennes "dragmamma" är Chevelle Brooks, inofficiell dragsyster till Sasha Colby. Brooks har även flera dragbarn. Hon "adopterade" tillsammans med Malaysia Babydoll Foxxx sina medtävlande Sugar och Spice från drag race säsong 15, och lade därefter till sin medtävlande Lydia B Kollins från All Stars säsong 10 i sin dragfamilj. Bland seriens fans är Brooks känd som en "villain". Hon blev tillsammans med Plane Jane och Kandy Muse inbjudna att medverka under ett avsnitt (The Villlains Roast) av drag race säsong 17 där de var föremålen för en så kallad "roast".